# Ángela Gherékou
Ángela Gerékou (en grec moderne : Άντζελα Γκερέκου), née Angelikí Gerékou (Αγγελική Ι. Γκερέκου), le 26 mars 1959 à Corfou, est une actrice grecque. Elle est également architecte, présentatrice de télévision, député du PASOK puis de la Nouvelle Démocratie et a fait partie du  gouvernement grec, en tant que ministre adjointe de la Culture chargée du tourisme dans le gouvernement de Giórgos Papandréou, de 2009 à 2010. Elle a été désignée par le magazine Playboy, comme la femme politique la plus sexy au monde.

## Biographie
Angela Gerékou est diplômée en architecture de l'École d'architecture de l'université de Rome. Elle est également diplômée de l'Académie des études théâtrales de Londres et est actrice pour le cinéma, la télévision et le théâtre. Elle parle l'anglais, italien et français. Elle est mariée depuis 1996, avec le chanteur Tólis Voskópoulos (en) : ils ont une fille, María Voskópoulou.
Le 1er août 2019, Ángela Gerékou prend la présidence de l'Organisation hellénique du tourisme.

## Filmographie
La filmographie d'Ángela Gerékou, comprend les films suivants  : 
- 2004 :  Ta paidia tis Niovis (série télévisée)
- 1997 : Balkanska pravila
- 1996 : Enohi agapi (série télévisée)
- 1996 : Akropol
- 1995 : I prova tou nyfikou (série télévisée)
- 1995 : Magiki nykta (série télévisée)
- 1994 : Tolmires istories (série télévisée)
- 1994 : O drapetis tou feggariou
- 1994 : Terra incognita
- 1993 : O ihos tis siopis (série télévisée)
- 1992 : Mia gynaika apo to parelthon (série télévisée)
- 1992 : Tmima ithon (série télévisée)
- 1991 : Sti skia tou hrimatos (série télévisée)
- 1990 : Hired to Kill
- 1986 : To koritsi tis Manis
- 1986 : Paraxeni synantisi (Vidéo)

## Source de la traduction
- (en) Cet article est partiellement ou en totalité issu de l’article de Wikipédia en anglais intitulé « Angela Gerekou » (voir la liste des auteurs).